# Grevillea rosmarinifolia
Grevillea rosmarinifolia är en tvåhjärtbladig växtart. Grevillea rosmarinifolia ingår i släktet Grevillea och familjen Proteaceae.

## Underarter
Arten delas in i följande underarter:
- G. r. glabella
- G. r. rosmarinifolia